# Nadia Hosni
Nadia Hosni, née le 29 août 1987, est une haltérophile tunisienne.

## Carrière
Nadia Hosni est médaillée d'argent aux championnats d'Afrique 2008 dans la catégorie des moins de 58 kg, médaillée d'or aux championnats d'Afrique 2009 dans la catégorie des moins de 63 kg et médaillée d'or aux championnats d'Afrique 2010 dans la catégorie des moins de 58 kg. Aux Jeux panarabes de 2011, elle obtient la médaille d'or dans la catégorie des moins de 58 kg. Elle est médaillée de bronze aux championnats d'Afrique 2012 dans la catégorie des moins de 58 kg.
Elle est médaillée de bronze à l'arraché et à l'épaulé-jeté aux Jeux méditerranéens de 2013.